# Казишвили, Михаил Зурабович
Михаил Зурабович Казишвили (30 марта 1899,  г. Тифлис,  Российская империя —  21 марта 1944, Винницкая область, УССР, СССР) — советский военачальник, полковник (1942).

## Биография
Родился 30 марта 1899 года в городе Тифлис. Осетин.  
До службы в армии в 1920 году окончил 3-ю Тифлисскую мужскую гимназию и поступил на электротехнический факультет. Через полгода прекратил учебу и уехал в Южную Осетию. После установления советской власти в Грузии восемь месяцев работал инструктором в Союзе табачников в Тифлисе.

### Военная служба

#### Гражданская война
В октябре 1921 года поступил курсантом на артиллерийское отделение в Грузинскую сводную военную школу.

#### Межвоенные годы
В декабре 1922 года окончил ее и был направлен в 1-ю Грузинскую стрелковую дивизию ОКА, где проходил службу помощником командира взвода горной батареи, старшиной и командиром взвода, командиром батареи легкого артиллерийского дивизиона, начальником связи артиллерийского полка и командиром дивизиона, помощником командира артиллерийского полка. В 1922 и 1924 гг. участвовал в подавлении антисоветских восстаний в Грузии. В 1933 году «за пожар в полку» осужден Военным трибуналом ЗакВО на два года ИТЛ условно. После осуждения в мае 1933 года  Казишвили назначен руководителем артиллерии Закавказской пехотной школы им. 26 Бакинских комиссаров. С октября 1935 года служил в штабе округа председателем 25-й окружной ремонтной комиссии, с марта 1936 года — начальником 3-го отделения 4-го отдела. С августа 1937 года майор Казишвили командовал артиллерийским полком 63-й Грузинской стрелковой дивизии. В июне 1938 года переведен в ХВО командиром артиллерийского полка 3-й Крымской стрелковой дивизии. Член ВКП(б) с 1938 года. С августа 1940 года был преподавателем тактики артиллерии на Артиллерийских Краснознаменных КУКС РККА.

#### Великая Отечественная война
С началом  войны подполковник  Казишвили был назначен начальником артиллерии 243-й стрелковой дивизии, формировавшейся в МВО в городе Ярославль. 15 июля 1941 года, не завершив формирования, она была включена в 30-ю армию и убыла на фронт в Калининскую область. С 20 июля в составе армии подчинена Западному фронту и заняла оборону по берегу реки Западная Двина. С 22 июля дивизия входила в 29-ю армию и участвовала в Смоленском сражении, ведя боевые действия на стыке Западного и Северо-Западного фронтов. В середине сентября она в течение трех суток вела успешные бои в районе населенного  пункта Ивашково, в ходе которых противник потерял до 1300 человек. В дальнейшем ее части участвовали в Калининских оборонительной и наступательной, Ржевско-Вяземской наступательной операциях.
В начале мая 1942 года полковник  Казишвили вступил в командование 369-й стрелковой дивизией, находившейся в резерве 29-й армии после выхода из окружения. В августе дивизия принимала участие в Ржевско-Сычёвской наступательной операции, затем была выведена в резерв. В ноябре — декабре в составе 30-й армии Западного фронта участвовала во второй Ржевско-Сычёвской операции (часть операции «Марс»). В ходе Ржевско-Вяземской наступательной операции 9 марта 1943 года Казишвили был отозван в отдел кадров фронта для направления на учебу в Высшую военную академию им. К. Е. Ворошилова, однако в академию так и не прибыл. 
1 июня 1943 года допущен к командованию 133-й стрелковой дивизией, оборонявшейся в междуречье рек Вопец и Днепр. В августе — октябре ее части в составе 31-й армии принимали участие в Смоленской наступательной операции, в ходе которой освободили города Ярцево и Смоленск. Приказом ВГК от 25 сентября 1943 года за овладение городом Смоленск дивизии было присвоено наименование «Смоленская». В конце ноября 1943 года она была выведена в резерв Ставки ВГК и передислоцирована на Украину. С 16 января 1944 года она в составе 40-й армии 1-го Украинского фронта перешла в наступление и участвовала в Корсунь-Шевченковской и Уманско-Ботошанской наступательных операциях. В боях при прорыве обороны противника на реке Южный Буг 21 марта 1944 года полковник  Казишвили получил тяжелые ранения и умер от ран. Похоронен в братской могиле в пгт Копайгород Барского района Винницкой области.
За время войны комдив Каладзе был один раз персонально упомянут в благодарственных в приказах Верховного Главнокомандующего.

## Награды
- орден Ленина ( 26.04.1944)[6]
- орден Суворова II степени (28.09.1943)[7]
- орден Красной Звезды (05.05.1942)[8]

Приказы (благодарности) Верховного Главнокомандующего в которых отмечен М. З. Казишвили.
- За форсирование реки Днепр и за овладение штурмом крупным областным центром городом Смоленск — важнейшим стратегическим узлом обороны немцев на Западном направлении. 25 сентября 1943 года № 25.